# Lego Hidden Side
A Lego Hidden Side (eredeti cím: Lego Hidden Side) 2019-ben indult amerikai televíziós 3D-s számítógépes animációs sorozat, amely a hasonló című Lego játék alapján készült. Amerikában 2019. október 16.-án, Magyarországon 2019. augusztus 26.-án mutatták be.

## Szereplők
| Szereplő               | Eredeti angol hang   | Magyar szinkronhang                              |
| ---------------------- | -------------------- | ------------------------------------------------ |
|                        |                      |                                                  |
| Szellem Vadászok       |                      |                                                  |
| Jack Davids            | Corey Krueger        | Baráth István                                    |
| Parker L. Jackson      | Amelia Clover        | Csifó Dorina                                     |
| J.B.                   | L.C. Curci           | Solecki Janka (1. hang) Sági Tímea (2. hang)     |
| Douglas Elton          | William Kasten       | Rába Roland                                      |
| Szellemek              |                      |                                                  |
| Anomalo                | William Kasten       | Vida Péter                                       |
| Captain Archibald      | Corey Krueger        | Kapácsy Miklós                                   |
| Dr. Drewell            | Paul Ganus           | Vida Péter (1. hang) Markovics Tamás (2. hang)   |
| Lady E. / Lady Evelina | Lindsey Alena        | Réti Szilvia (1. hang) Dudás Eszter (2. hang)    |
| Mamali                 | L.C. Curci           | Réti Szilvia (1. hang) Pekár Adrienn (2. hang)   |
| Mr. Nibs               | Bruce Baker          | Bognár Tamás (1. hang) Törköly Levente (2. hang) |
| Samuel Mason           | Christopher Molinari | Faragó András                                    |
| Spewer                 | Michael R. Johnson   | Potcsony Andor                                   |
| The Bawa               | Jonathan Alberto     | Faragó József                                    |
| Axel Chops             |                      |                                                  |
| Harry Cane             | William Kasten       | Bolla Róbert                                     |
| Joe Ishmael            | Jonathan Alberto     | Bergendi Áron                                    |
| Rat Shaun              | Ben Rausch           | Çelebi Ridvan                                    |
| Tragico                | Mike Anthony         | Markovics Tamás                                  |
| Trucker Dale           | Eric Emery           | Imre István                                      |
| További Szereplők      |                      |                                                  |
| Vaughn G. Jackson      | Wally Wingert        | Imre István                                      |
| Mr. Clarke             | Michael R. Johnson   |                                                  |
| Scott Francis          |                      |                                                  |
| Bill                   | Alex Stevens         |                                                  |
| Bob Jackson            | William Kasten       |                                                  |
| Dwayne                 | Michael R. Johnson   |                                                  |
| Captain Jonas          | William Kasten       | Bácskai János                                    |
| Joey                   | Jonathan Alberto     |                                                  |
| Jonas Jr.              | Corey Krueger        | Markovics Tamás                                  |
| Linda Jackson          | Lindsey Alena        |                                                  |
| Nanna                  | Paige Mount          |                                                  |
| Rose Davids            | Deborah Marlowe      |                                                  |

## Epizódok
| Évad | Évad        | Epizódok    | Eredeti sugárzás  | Eredeti sugárzás  | Eredeti adó     | Magyar sugárzás     | Magyar sugárzás     | Magyar adó |
| Évad | Évad        | Epizódok    | Évadpremier       | Évadfinálé        | Eredeti adó     | Évadpremier         | Évadfinálé          | Magyar adó |
| ---- | ----------- | ----------- | ----------------- | ----------------- | --------------- | ------------------- | ------------------- | ---------- |
|      | Különkiadás | Különkiadás | 2019. október 16. | 2019. október 16. | YouTube         | 2019. augusztus 26. | 2019. augusztus 26. | YouTube    |
|      | 1           | 10          | 2019. október 23. | 2020. január 30.  | YouTube         | 2019. december 2.   | 2020. június 15.    | YouTube    |
|      | 2           | 9           | 2020. február 6.  | 2020. április 23. | YouTube         | 2020. június 16.    | 2020. július 31.    | YouTube    |
|      | Különkiadás | Különkiadás | 2020. október 31. | 2020. október 31. | Cartoon Network |                     |                     |            |

### Különkiadás (2019)
| Eredeti cím     | Magyar cím                  | Rendezte | Írta | Eredeti premier   | Magyar premier      |
| --------------- | --------------------------- | -------- | ---- | ----------------- | ------------------- |
| Face Your Fears | Nézz szembe a félelmeiddel! |          |      | 2019. október 16. | 2019. augusztus 26. |

### 1. évad (2019–2020)
| #   | #   | Eredeti cím                   | Magyar cím                    | Rendezte | Írta | Eredeti Premier    | Magyar premier    |
| --- | --- | ----------------------------- | ----------------------------- | -------- | ---- | ------------------ | ----------------- |
| 1.  | 1.  | Vlog Hog                      | Temetői vlog                  |          |      | 2019. október 23.  | 2019. december 2. |
| 2.  | 2.  | Sink or Swim                  | Úszol vagy elmerülsz          |          |      | 2019. október 31.  | 2019. december 2. |
| 3.  | 3.  | Don't Choke Now               | Egyél amíg bírsz!             |          |      | 2019. november 6.  | 2019. december 2. |
| 4.  | 4.  | Bat Crazy                     | Szárnyas akadály              |          |      | 2019. november 15. | 2020. január 12.  |
| 5.  | 5.  | Potty Mouth                   | Szorult Helyzet               |          |      | 2019. november 20. | 2020. január 12.  |
| 6.  | 6.  | Gloom and Doom                | Hozzuk vissza Parkert         |          |      | 2019. november 27. | 2020. január 13.  |
| 7.  | 7.  | Life in the Ghost Lane        | Verseny a rejtett oldalon     |          |      | 2019. december 4.  | 2020. január 31.  |
| 8.  | 8.  | Good Chemistry                | Egy kis kémia                 |          |      | 2019. december 11. | 2020. február 3.  |
| 9.  | 9.  | Skeleton in the Closet        | Csontváz a szekrényben        |          |      | 2019. december 18. | 2020. február 3.  |
| 10. | 10. | Parents Just Don't Understand | A szülők egyszerűen nem értik |          |      | 2020. január 30.   | 2020. június 15.  |

### 2. évad (2020)
| #   | #  | Eredeti cím            | Magyar cím               | Rendezte | Írta | Eredeti Premier   | Magyar premier   |
| --- | -- | ---------------------- | ------------------------ | -------- | ---- | ----------------- | ---------------- |
| 11. | 1. | Carnival of Doom       | A Végzet Karneválja      |          |      | 2020. február 6.  | 2020. június 16. |
| 12. | 2. | Flying Lessons         | Repülési órák            |          |      | 2020. február 13. | 2020. június 17. |
| 13. | 3. | Doom Buggy             | Homokfutó                |          |      | 2020. február 20. | 2020. június 18. |
| 14. | 4. | Oh, Rats!              | Ó, patkányok!            |          |      | 2020. február 27. | 2020. június 19. |
| 15. | 5. | Grave Situation        | Nehéz Helyzet            |          |      | 2020. március 5.  | 2020. július 27. |
| 16. | 6. | Haunting 101           | Kísértés 101             |          |      | 2020. április 2.  | 2020. július 28. |
| 17. | 7. | The Great Escape       | A Nagy Menekülés         |          |      | 2020. április 9.  | 2020. július 29. |
| 18. | 8. | The Lighthouse, Part 1 | A Világítótorony 1. Rész |          |      | 2020. április 16. | 2020. július 30. |
| 19. | 9. | The Lighthouse, Part 2 | A Világítótorony 2. Rész |          |      | 2020. április 23. | 2020. július 31. |

### Különkiadás (2020)
| Eredeti cím                         | Magyar cím | Rendezte         | Írta       | Eredeti premier   | Magyar premier |
| ----------------------------------- | ---------- | ---------------- | ---------- | ----------------- | -------------- |
| Hidden Side: Night of the Harbinger |            | Michael D. Black | Lila Scott | 2020. október 31. |                |